# Pyrrhura rupicola
Il parrocchetto capinero (Pyrrhura rupicola Tschudi, 1844) è un uccello della famiglia degli Psittacidi. Questa specie, affine e molto simile al P. melanura, è classificata in due sottospecie: P. r. rupicola e P. r. sandiae, con taglia attorno ai 25 cm. Vive nel bacino del Rio delle Amazzoni.